# تفاعل إدراج
تفاعلات الإدراج هي من أنواع التفاعلات الكيميائية والتي يندرج فيها كيان جزيئي (جزيء أو قسم من جزيء) في الوسط بين كيانين جزيئيين مرتبطين برايطة كيميائية:
{\displaystyle {\color {red}{\ce {A}}}+{\color {blue}{\ce {B-C}}}\longrightarrow {\color {blue}{\ce {B}}-}{\color {red}{\ce {A}}}{\color {blue}{\ce {-C}}}}
يشير هذا التفاعل إلى الناتج النهائي للتفاعل دون الخوض في آليات التفاعل، ويلاحظ هذا الأسلوب من التفاعلات في الكيمياء اللاعضوية والكيمياء العضوية، بالإضافة إلى الكيمياء العضوية الفلزية. في الحالات الأخيرة التي يكون فيها رابطة بين ربيطة وفلز داخل معقد تناسقي، تكون تلك التفاعلات ذات طابع عضوي فلزي، وتتضمن تشكل رابطة كيميائية بين فلز انتقالي وكربون أو هيدروجين. وتلاحظ هذه الحالة وجود العدد التناسقي وحالة الأكسدة للفلز في المعقد غير متغيرة.
يلاحظ هذا التفاعل على سبيل المثال في تفاعلات تشكيل السلسلة المتجانسة مثل تفاعل تشكيل إستر كوالسكي Kowalski ester homologation. في مثال آخر في تفاعل آرندت-أيسترت، يندرج جسر ميثيلين قبل ذرة الكربون الطرفية في الحمض الكربوكسيلي ليشكل الحمض التالي في السلسلة المتجانسة.